# Josyf Sembratowytsch

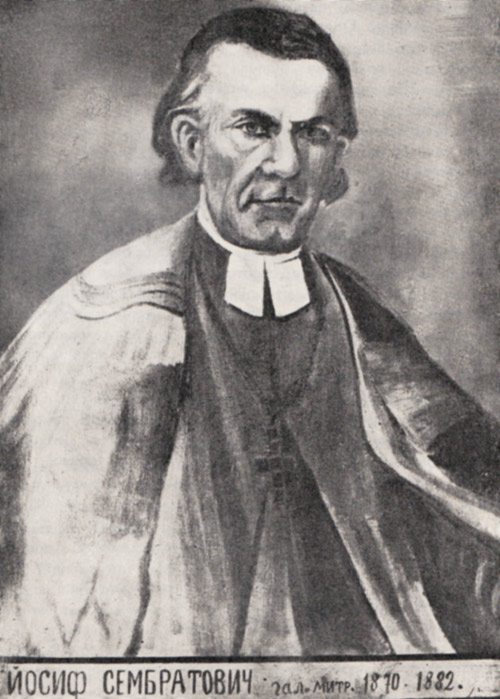
Josyf Sembratowytsch

Josyf Sembratowytsch (Ukrainisch: Йосиф Сембратович, Polnisch: Josyf Sembratowicz) (* 8. November 1821 in Krynica; † 23. Oktober 1900 in Rom) war Metropolit der ukrainischen griechisch-katholischen Kirche, Erzeparchie Lemberg (Königreich Galizien und Lodomerien, heute Ukraine).

## Leben
Josyf Sembratowytsch wurde 1821 geboren. Nach seinem Studium in Wien empfing er am 7. Oktober 1845 die Priesterweihe. Im Alter von 44 Jahren, am 24. März 1865, wurde er zum Titularbischof von Nazianzus ernannt. Die Bischofsweihe spendete ihm am 11. Juni 1865 in der Sankt-Georgs-Kathedrale in Lemberg der Metropolit Spyrydon Lytwynowytsch. Die Ernennung zum Erzbischof von Lemberg erfolgte am 27. Juni 1870. Am 22. Dezember des Jahres 1882, im Alter von 62 Jahren, wurde Josyf Sembratowicz aufgrund seiner Emeritierung Titularerzbischof von Theodosiopolis.
Im Königreich Galizien und Lodomerien verfügte er als Lemberger Metropolit über eine Virilstimme im Galizischen Landtag.
Die Römische Kurie versuchte – vergeblich – mit seiner Hilfe den Zölibat in der griechisch-unierten Kirche durchsetzen.
Im Jahre 1900 verstarb Erzbischof Sembratowicz in Rom im 79. Lebensjahr.